# Chiesa di Santa Maria del Pozzo (Napoli)
La chiesa di Santa Maria del Pozzo è una chiesa di Napoli situata nel quartiere orientale di Barra. 

## Storia e descrizione
L'attuale chiesa di Santa Maria del Pozzo è probabilmente un ampliamento o un rifacimento di una precedente chiesetta votiva fatta costruire per richiedere la protezione costante della Vergine verso un pozzo, da cui si ricavava dell'acqua, cosa preziosissima nel XII secolo. Il suo stile è un rustico-rinascimentale, anche se varie soprammissioni e manipolazioni rendono difficile la catalogazione. Il coro, su colonne, all'ingresso, è sicuramente ottocentesco. La grande cupola, in contrasto con lo spazio utile per i fedeli, è cinquecentesca: anche se non di notevole altezza, essa doveva essere comunque ben visibile da qualunque punto della campagna circostante, considerando che le antiche abitazioni del luogo erano al massimo costituite da un piano ammezzato e da un primo piano. 
Sotto il pavimento della chiesa ci sono degli scheletri, come testimonia una lapide, posta subito a destra dell'entrata. Sull'altare maggiore c'è un'altra lapide, di circa un secolo più recente alla precedente, con la scritta
(Lapide sull'Altare Maggiore)
Dalla solennità dell'iscrizione e dall'importanza del personaggio che sotto il marmo trovò l'eterno riposo, si arguisce che doveva trattarsi di famiglie che contavano molto. 

### La chiesa nella storia moderna
L'attuale stato della chiesa serba ben poco del carattere cinquecentesco. Alla destra della chiesa è presente il convento delle Suore Stimmatine, il quale è collegato con la chiesa attraverso un passaggio diretto. Continui furti, nonostante le precauzioni adottate dai volenterosi fedeli del posto, l'hanno via via privata di oggetti, quadri e forse statue che avrebbero potuto raccontare secoli di storia. Resta, sull'altare maggiore, una languida immagine di Santa Maria del Pozzo (copia di un quadro autentico trafugato dai soliti ignoti) a testimonianza di un culto e di una venerazione che si sono conservati intatti attraverso il tempo. Il soffitto è stato affrescato molto di recente e ignoriamo quali erano le pitture originali. Al centro c'è un'immagine di San Francesco che guarda verso una sorgente di Luce, alcuni raggi della quale mettono in evidenza le stimmate (evidente analogia con lo spirito della Suore Stimmatine) e in un riquadro, di dimensioni più ridotte c'è un Agnello Pasquale seduto su una Bibbia. Ai lati dell'altare notiamo due angeli suonatori. 
Tutti i dipinti recano la data del 1954 e la firma di N. Ascione.